# Feuilleea jaubertiana
Feuilleea jaubertiana là một loài thực vật có hoa trong họ Cucurbitaceae. Loài này được (Fournier) Kuntze mô tả khoa học đầu tiên năm 1891.